# 麗半線脂鯉
麗半線脂鯉，為輻鰭魚綱脂鯉目脂鯉科的其中一個種。

## 分布
本魚分布於南美洲祕魯亞馬遜河上游流域。

## 特徵
本魚與本屬其他種類，體側較深。成魚頭部和背部都呈深灰綠色，顏色會逐漸褪為紫銅色，至下半身變成銀色。在陽光照射下會有彩虹般的顏色，鱗片有黑色邊緣，眼睛上眼線為紅色，下眼線則是淺藍綠色。尾柄上端有一金色條紋，在下方有一塊黑斑向前延伸，直至消失在背鰭的後部。體長約3.3公分。

## 生態
本魚棲息於流速緩慢的溪流中。屬雜食性，以蠕蟲、昆蟲、甲殼動物與植物等為食。為多產的魚種，於將卵產在植物上，魚卵約20至24個小內孵化 。

## 經濟利用
為高經濟價值的觀賞性魚類，易飼養、易繁殖，繁殖期需要水草茂密，長約60公分的水族箱。